# 我アルカディアにもあり (グエルチーノ)
『我アルカディアにもあり』（われアルカディアにもあり、伊: Et in Arcadia ego、英: Et in Arcadia ego）、または『アルカディアの牧人』（アルカディアのぼくにん、英: The Shepherds of Arcadia）は、イタリア・バロック期の巨匠グエルチーノが画業の初期の1618-1622年にキャンバス上に油彩で制作した絵画である。1644年のアントニオ・バルベリーニ (Antonio Barberini) のコレクション中に最初に記録された。1812年にはシャッラ (Sciarra) のコロンナ家に取得されたが、1911年までバルトロメオ・スケドーニに帰属されていた。同年、ドイツの美術史家ヘルマン・フォスが作品をふたたびグエルチーニに帰属した。現在、ローマのバルベリーニ宮国立古典絵画館に所蔵されている。

## 作品
作品は、2人の若い羊飼いが髑髏を見つめている姿を表している。髑髏は「我アルカディアにもあり (Et in Arcadia ego)」という碑文が記された円柱上にあり、ネズミ、ハエ、イモムシ、トカゲがたかっている。この句は、アルカディア、すなわち楽園にも死はいつも存在するという警告として意図されている。この句が芸術作品および建築に登場するのは本作が初めてである。髑髏によって象徴されるメメント・モリの主題を表す図像は、ルネサンス時代からローマとヴェネツィアで人気があった。
髑髏には自然主義的な描写が追及され、立体感や質感が強調されている。ネズミはヴァニタスの象徴として死に関連する。髑髏の上に留まっているハエも肉体の腐敗を無慈悲に示し、ヴァニタスの象徴である。一部の研究者によれば、ハエは画家の技巧の高さを示すものともされ、グエルチーノの本物らしく描く能力を誇示している。2人の羊飼いが驚愕しつつ頭蓋骨を見つめている間にも、嵐が到来しつつある。かくして、人間と自然の永遠の調和がある神話的な場所、西洋芸術と詩が思慕する黄金時代の表象である美しいお伽のアルカディアは、突然の冷たい大気の中で失われることとなる。

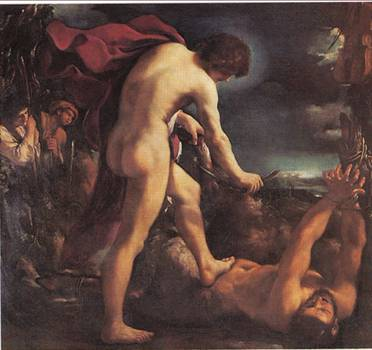
グエルチーノ『マルシュアスの皮を剝ぐアポロン』 (1618年)、パラティーナ美術館、フィレンツェ

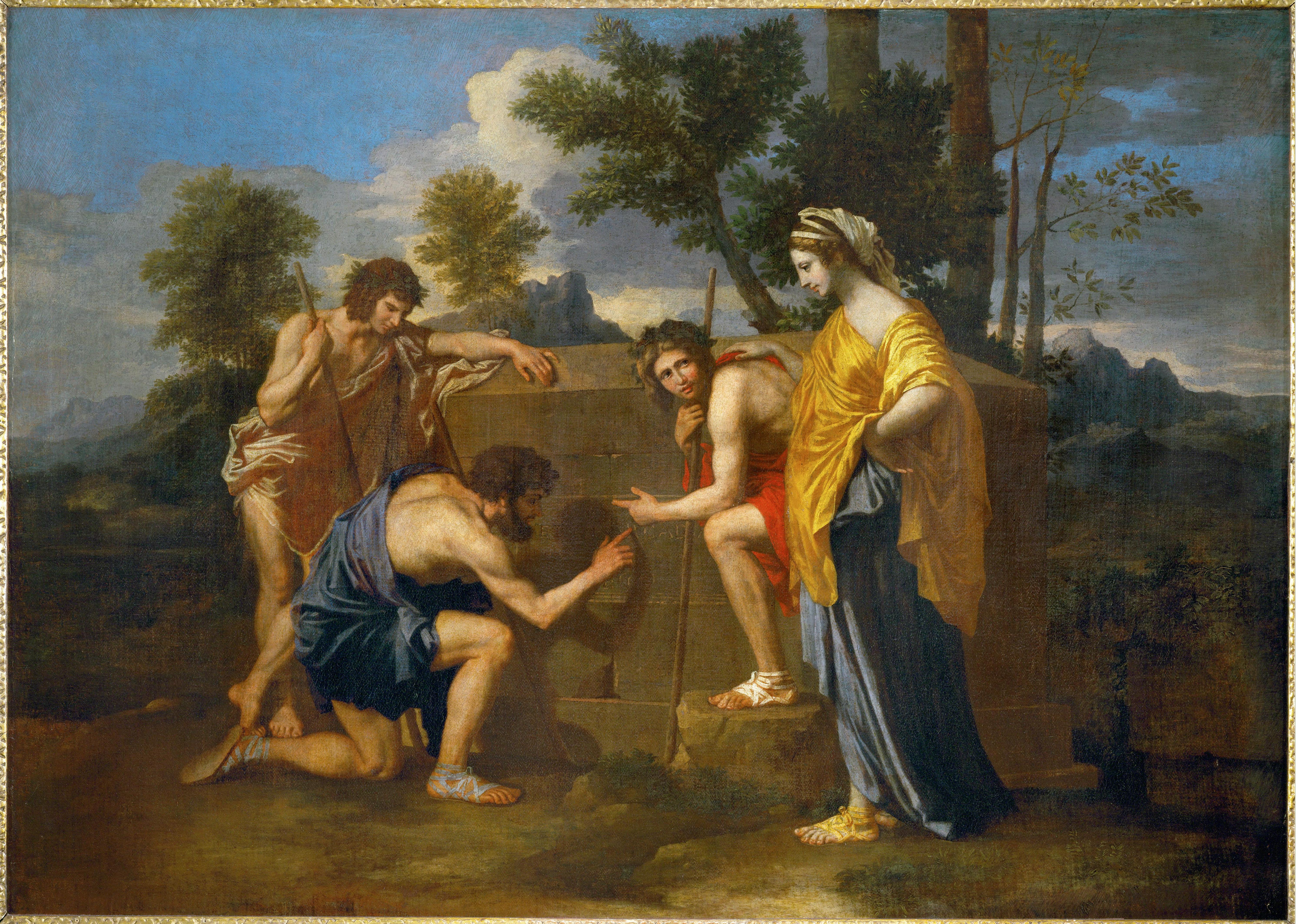
プッサン『我アルカディアにもあり』 (1637-1638年)、ルーヴル美術館、パリ

イーリアス・L. リヴァーズ (Elias L. Rivers) は、「我アルカディアにもあり」という句がウェルギリウスの第5番目の『牧歌』にあるダプニスの葬儀を表す一節「我ダプニス、森の中にありき」から採られていること、そして、句が死そのものというより墓の中の死んだ羊飼いに言及していることを提唱した。なお、本作はグエルチーノの『マルシュアスの皮を剝ぐアポロン』 (1618年、パラティーナ美術館、フィレンツェ) と関連しており、同じ2人の羊飼いが登場する。
この絵画は、グエルチーノのヴェネツィア滞在とローマ滞在の間の時期に制作されたが、ヴェネツィアでは教訓的な絵画がとりわけ一般的なものであった。本作が描かれてから20年以内に、フランスの巨匠ニコラ・プッサンも 『我アルカディアにもあり』 (チャッツワース・ハウス、イングランド)、『我アルカディアにもあり』 (ルーヴル美術館、パリ) の2点を描いている。

## 文学作品での言及
ハンス・クリスチャン・アンデルセンの『インプロヴィサトーレン (Improvisatoren)』 (1835年) の第13章において主要登場人物のうちの2人が本作について語っているが、それは当時本作がバルトロメオ・スケドーニの作品だと信じられていたことを反映している。